# Dipartimento di Libertador General San Martín (Misiones)
Libertador General San Martín è un dipartimento argentino, situato nel centro-ovest della provincia di Misiones, con capoluogo Puerto Rico.
Esso confina con i dipartimenti di San Ignacio, Montecarlo, Cainguás e con la repubblica del Paraguay.
Secondo il censimento del 2010, su un territorio di 1.451 km², la popolazione ammontava a 46.561 abitanti.
Municipi del dipartimento sono:
- Capioví
- El Alcázar
- Garuhapé
- Puerto Leoni
- Puerto Rico
- Ruiz de Montoya.